# 1988 في مصر
فيما يلي قوائم الأحداث التي وقعت خلال عام 1988 في مصر.

## سياسة

### تعيين في المنصب
- 1 يناير – محمد شاكر سفير مصر لدى المملكة المتحدة.

## أفلام
من الأفلام التي صدرت هذه السنة في مصر:
- 1 يناير – أحلام هند وكاميليا من إخراج محمد خان.
- 1 يناير – أرملة رجل حي من إخراج هنري بركات.
- 1 يناير – أيام الرعب من إخراج سعيد مرزوق.
- 1 يناير – الدرجة الثالثة من إخراج شريف عرفة.
- 1 يناير – امرأة للأسف
- 1 يناير – بطل من ورق من إخراج نادر جلال.
- 1 يناير – حالة تلبس من إخراج هنري بركات.
- 11 يناير – زوجة رجل مهم من إخراج محمد خان.
- 24 يوليو – البوليس النسائي
- 24 يوليو – طير في السما من إخراج حسام الدين مصطفى.

## موسيقى

### ألبومات
من الألبومات التي صدرت هذه السنة في مصر:
- 1 يناير – جنة من غناء حميد الشاعري.

## مواليد

### يناير
- 17 يناير – أحمد كابوريا لاعب كرة قدم مصري.
- 25 يناير – محمد رزق لاعب كرة قدم مصري.
- 28 يناير – علاء علي لاعب كرة قدم مصري.[1]

### فبراير
- 2 فبراير – خالد قمر لاعب كرة قدم مصري.[2]
- 15 فبراير – سارة الخولي

### أبريل
- 2 أبريل – أحمد جمال مطرب مصري.
- 12 أبريل – طارق حامد لاعب كرة قدم مصري.
- 12 أبريل – مؤمن زكريا لاعب كرة قدم مصري.[3]

### مايو
- 23 مايو – محمد رمضان ممثل مصري.
- 24 مايو – أحمد المرغني لاعب كرة قدم مصري.

### يوليو
- 1 يوليو – إسلام عادل لاعب كرة قدم مصري.[4]
- 17 يوليو – عايدة الكاشف ممثلة مصرية.
- 30 يوليو – هادية حسني لاعب تنس الريشة.[5]

### أغسطس
- 8 أغسطس – أحمد علي لاعب كرة قدم مصري.[6]
- 16 أغسطس – أحمد جمعة لاعب كرة قدم مصري.
- 17 أغسطس – نور زكي
- 18 أغسطس – عمر ربيع ياسين لاعب كرة قدم مصري.[7]
- ٢٩ اغسطس – شيرين النياد صانعة محتوى

### سبتمبر
- 7 سبتمبر – حازم إمام لاعب كرة قدم مصري.
- 9 سبتمبر – باسم أمين لاعب شطرنج مصري.

### أكتوبر
- 23 أكتوبر – عرفة السيد لاعب كرة قدم مصري.[8]
- 27 أكتوبر – باسم علي لاعب كرة قدم مصري.

### نوفمبر
- 20 نوفمبر – آية مدني لاعبة خماسي حديث مصرية.

### ديسمبر
- 15 ديسمبر – رحمة حسن ممثلة مصرية.[9]
- 18 ديسمبر – محمد الشناوي لاعب كرة قدم مصري.

## وفيات

### فبراير
- 24 فبراير – ممدوح سالم (مواليد 1918) رئيس وزراء مصر الأسبق.

### أبريل
- 16 أبريل - عبد السلام هارون، أحد أشهر محققي التراث العربي في القرن العشرين.

### مايو
- 8 مايو – عبد المنعم وهبي (مواليد 1911) لاعب كرة سلة مصري.

### أكتوبر
- 16 أكتوبر – عبد الرحمن فوزي (مواليد 1909) لاعب كرة قدم مصري.
- 16 أكتوبر – فريدة ملكة مصر القرينة (مواليد 1921) رسامة مصرية.

### نوفمبر
- 30 نوفمبر – عبد الباسط عبد الصمد (مواليد 1927) أحد أشهر قراء القرآن الكريم في العالم الإسلامي..